# Vandemere
Vandemere est une ville américaine située dans le comté de Pamlico dans l'État de Caroline du Nord. En 2010, sa population était de 254 habitants.

## Démographie
| 1890 | 1900 | 1910 | 1920 | 1930 | 1940 |
| ---- | ---- | ---- | ---- | ---- | ---- |
| 90   | 169  | 296  | 308  | 360  | 436  |

| 1950 | 1960 | 1970 | 1980 | 1990 | 2000 |
| ---- | ---- | ---- | ---- | ---- | ---- |
| 475  | 452  | 379  | 335  | 299  | 289  |

| 2010 | - | - | - | - | - |
| ---- | - | - | - | - | - |
| 254  | - | - | - | - | - |

## Source de la traduction
- (en) Cet article est partiellement ou en totalité issu de l’article de Wikipédia en anglais intitulé « Vandemere, North Carolina » (voir la liste des auteurs).